# Walid Badir
Walid Badir (in arabo وليد بادر‎?; in ebraico וואליד באדיר‎?; Kafr Qasim, 12 marzo 1974) è un ex calciatore palestinese con cittadinanza israeliana, di ruolo difensore.
È un cittadino arabo di Israele.

## Palmarès
- Campionato israeliano: 5

Maccabi Haifa: 2000-2001, 2001-2002, 2003-2004, 2004-2005
Hapoel Tel Aviv: 2009-2010
- Coppa di Israele: 5

Hapoel Tel Aviv: 2005-2006, 2006-2007, 2009-2010, 2010-2011, 2011-12
- Coppa Toto: 1

Maccabi Haifa: 2002-2003